# Volcán Barva
Volcán Barva är en vulkan i Costa Rica.   Den ligger i provinsen Heredia, i den centrala delen av landet, 22 km norr om huvudstaden San José. Toppen på Volcán Barva är 2 906 meter över havet.
Terrängen runt Volcán Barva är bergig åt sydost, men åt nordväst är den kuperad. Volcán Barva är den högsta punkten i trakten. Runt Volcán Barva är det tätbefolkat, med 819 invånare per kvadratkilometer. Närmaste större samhälle är San Francisco, 15,9 km söder om Volcán Barva. I omgivningarna runt Volcán Barva växer i huvudsak städsegrön lövskog.